# Tiranosauroïdeus
Els tiranosauroïdeus (Tyrannosauroidea) és una superfamília (o clade) de dinosaures teròpodes celurosaures que conté la família dels tiranosàurids i els seus parents més basals. Aparegueren al supercontinent de Lauràsia durant el període Juràssic. A finals del Cretaci ja eren els grans depredadors dominants de l'hemisferi nord, amb l'enorme tiranosaure com a màxim exponent. Se n'han trobat restes fòssils a Àsia, Europa i Nord-amèrica, així com possibles restes a Oceania i Sud-amèrica.
Els tiranosauroïdeus eren carnívors bípedes, com la majoria de teròpodes, i es caracteritzaven per nombrosos caràcters ossis, especialment del crani i la pelvis. Al principi, els tiranosauroïdeus eren uns depredadors petits dotats de braços llargs amb tres dits. Els gèneres del Cretaci superior assoliren una mida molt més gran, incloent-hi alguns dels depredadors terrestres més grossos que han existit mai, però la majoria de gèneres tardans tenien braços relativament curts amb només dos dits. S'han trobat plomes primitives a Dilong, un tiranosauroïdeu primitiu de la Xina, que podrien haver estat presents en altres tiranosauroïdeus. Les crestes òssies cranials de molts tiranosauroïdeus, de forma i mida variades, podrien haver tingut funcions d'exhibició.

## Morfologia
Els tiranosauroïdeus tenien mides molt variades tot i que, amb el pas del temps, hi havia una tendència general cap a l'augment de les dimensions. Els primers tiranosauroïdeus eren animals de mida petita. Un espècimen de Dilong gairebé adult mesurava 1,6 metres de llargada, mentre que un Guanlong adult mesurava 3 metres de longitud. Unes dents trobades en roques del Cretaci inferior (de 140-136 milions d'anys d'antiguitat) de Hyōgo (Japó) semblen provenir d'un animal d'uns 5 metres de llargada, cosa que podria suggerir un increment de mida primerenc al si del llinatge. Un Eotyrannus immadur mesurava més de 4 metres de llargada i s'estima que un apalatxosaure subadult feia més de 6 metres de longitud, cosa que indica que ambdós gèneres assolien mides superiors. Els tiranosàurids del Cretaci superior mesuraven des de 9 metres de llargada (com en el cas de l'albertosaure i el gorgosaure) fins a més de 12 metres en el cas del tiranosaure, que hauria pesat més de 6.400 quilograms. Una revisió de la bibliografia publicada el 2010 arribà a la conclusió que els tiranosauroïdeus foren "de mida petita a mitjana" durant els primers 80 milions d'anys però que als últims 20 milions esdevingueren «uns dels carnívors terrestres més grossos que han existit mai».

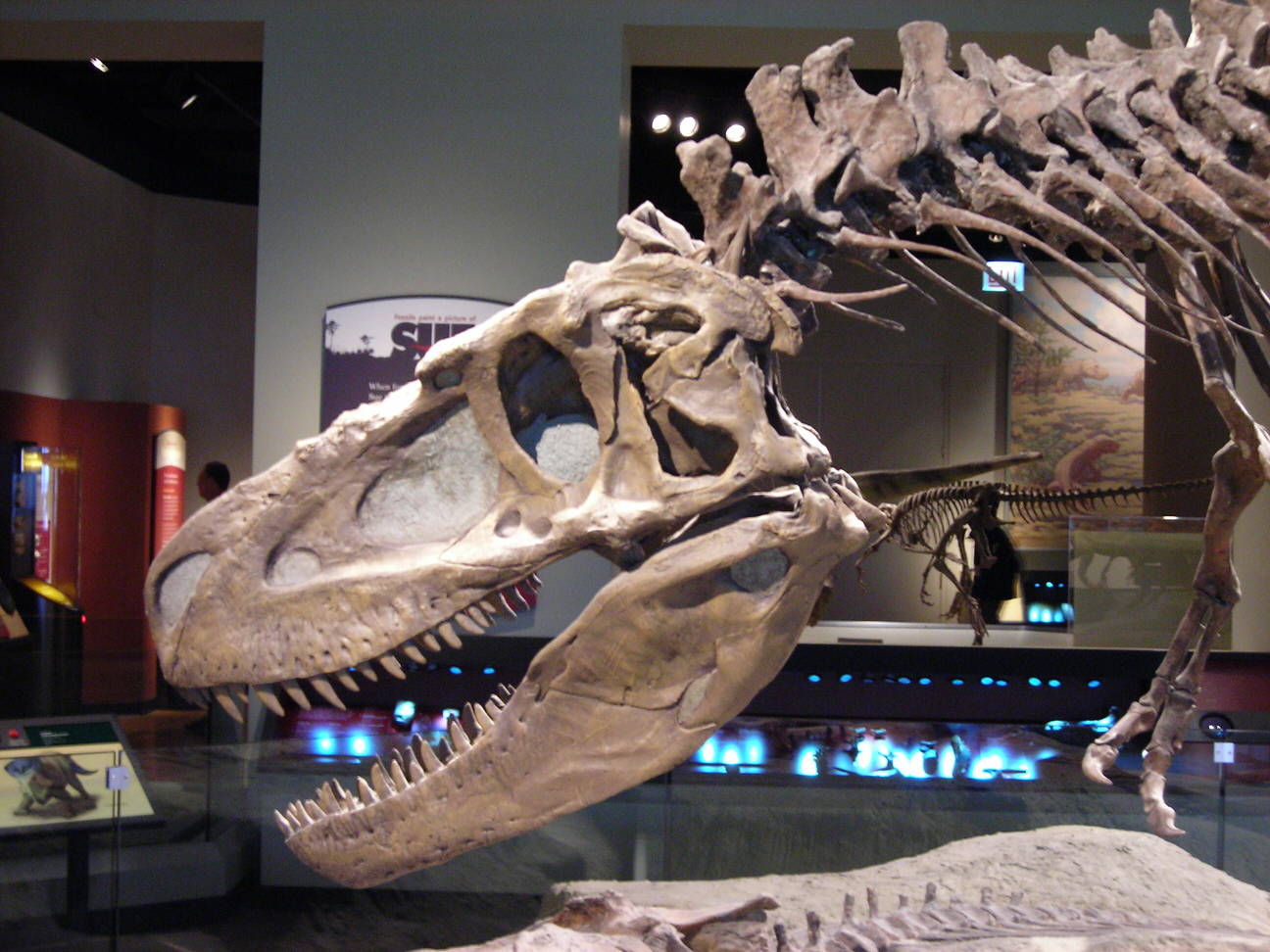
Crani i coll de daspletosaure al Museu Field d'Història Natural de Chicago

El crani dels primers tiranosauroïdeus era allargat, baix i de constitució lleugera, com el d'altres celurosaures, mentre que les formes posteriors tenien un crani més alt i pesant. Malgrat les diferències en la forma, algunes característiques del crani s'observen en tots els tiranosauroïdeus coneguts. La premaxil·la és molt alta, fent roma la part frontal del musell, un caràcter que aparegué de manera independent en els abelisàurids. Els ossos nasals estan fusionats d'una manera característica, amb un lleuger arqueig cap amunt i sovint amb una textura molt rugosa a la superfície superior. Les dents de la premaxil·la a la part frontal de la mandíbula superior tenen una forma diferent a la resta de dents, de mida més petita i amb una secció amb forma de D. Al maxil·lar inferior s'estén a banda i banda una cresta prominent sobre l'os surangular des de just a sota de l'articulació mandibular, excepte en el gènere basal Guanlong.
Els tiranosauroïdeus tenien el coll amb forma de essa i la cua llarga, igual que la majoria dels altres teròpodes. Els gèneres més primitius tenien braços llargs, d'aproximadament un 60% de la longitud de les extremitats posteriors en Guanlong, amb els tres dits característics dels celurosaures. Els braços llargs persistiren almenys fins Eotyrannus, al Cretaci inferior, però no es troben en l'apalatxosaure. El tiranosàurids derivats tenien braços molt reduïts; l'exemple més extrem d'això és el tarbosaure de Mongòlia, en què l'húmer mesurava només una quarta part de la llargada del fèmur. El tercer dit del braç també es reduí amb el pas del temps. Aquest dit no estava reduït en el gènere basal Guanlong, però a Dinlong estava significativament més reduït que els altres dos dits. Eotyrannus encara tenia tres dits funcionals a cada mà, però els tiranosàurids només en tenien dos, tot i que alguns espècimens conserven restes vestigials del tercer dit. Com en la majoria de celurosaures, el dit més llarg és el segon, fins i tot quan el tercer està absent.
Els trets característics de la pelvis dels tiranosauroïdeus inclouen una osca còncava a l'extrem frontal superior de l'ili, una cresta vertical definida i afilada a la superfície exterior de l'ili que s'estén per sobre de l'acetàbul (conca de la pelvis), i una "bota" enorme al final del pubis, més de la meitat de llarga que l'eix del pubis. Aquestes característiques es troben en tots els tiranosauroïdeus coneguts, incloent-hi els membres basals Guanlong i Dilong. No es coneix el pubis d’Aviatyrannis ni l'stokesosaure però l'ili presenta els trets típics dels tiranosauroïdeus. Les extremitats posteriors de tots els tiranosauroïdeus, com en la majoria de teròpodes, tenien quatre dits, tot i que el primer dit (l'hàl·lux) no tocava a terra. Les extremitats posteriors dels tiranosauroïdeus eren més llargues en relació amb la mida del cos que les de gairebé qualsevol altre teròpode i presenten proporcions característiques d'animals corredors, incloent-hi una tíbia i metatarsos allargats. Aquestes proporcions es mantenen fins i tot en l'adult més gros de tiranosaure malgrat que probablement era incapaç de córrer. El tercer metatars dels tiranosàurids quedava subjectat per la part superior pel segon i el quart, formant una estructura coneguda com a arctometatars. L'arcometatars també estava present en l'apalatxosaure, però la seva presència no està clara en Eotyrannus o driptosaure. Aquesta era una estructura compartida amb els ornitomímids, troodòntids i quenagnàtids derivats, però no es trobava en tiranosauroïdeus basals com Dilong, cosa que n'indica una evolució convergent.

## Taxonomia i sistemàtica
Tant el tiranosaure com la família dels tiranosàurids foren descrits per Henry Fairfield Osborn l'any 1905. El seu nom deriva dels ètims grecs τυραννος/tyrannos ('tirà') i σαυρος/sauros ('llangardaix'). El nom de la superfamília dels tiranosauroïdeus fou publicat per primera vegada en un article de l'any 1964 pel paleontòleg britànic Alick Walker. El sufix -oidea (‘-oïdeus’), utilitzat habitualment en el nom de superfamílies d'animals, deriva del grec ειδος/eidos (‘forma’).
Normalment, els científics entenen els tiranosauroïdeus com els tiranosàurids i els seus ancestres immediats. Tanmateix, amb l'aplicació de la taxonomia filogenètica a la paleontologia de vertebrats el clade ha rebut més definicions explícites. La primera fou proposada per Paul Sereno l'any 1998, definint els tiranosauroïdeus com el tàxon que inclou totes les espècies que comparteixen un ancestre comú més recent amb el tiranosaure que amb els ocells neornites. Amb l'objectiu de fer la família més exclusiva, el 2004 Thomas Holtz la redefiní de manera que inclogués totes les espècies que tenen un parentesc més proper amb el tiranosaure que amb Ornithomimus velox, Deinonychus antirrhopus o Allosaurus fragilis. Sereno en publicà una nova definició l'any 2005, utilitzant Ornithomimus edmontonicus, Velociraptor mongoliensis i Troodon formosus com a especificadors externs. La definició de Sereno fou adoptada en una revisió de l'any 2010.

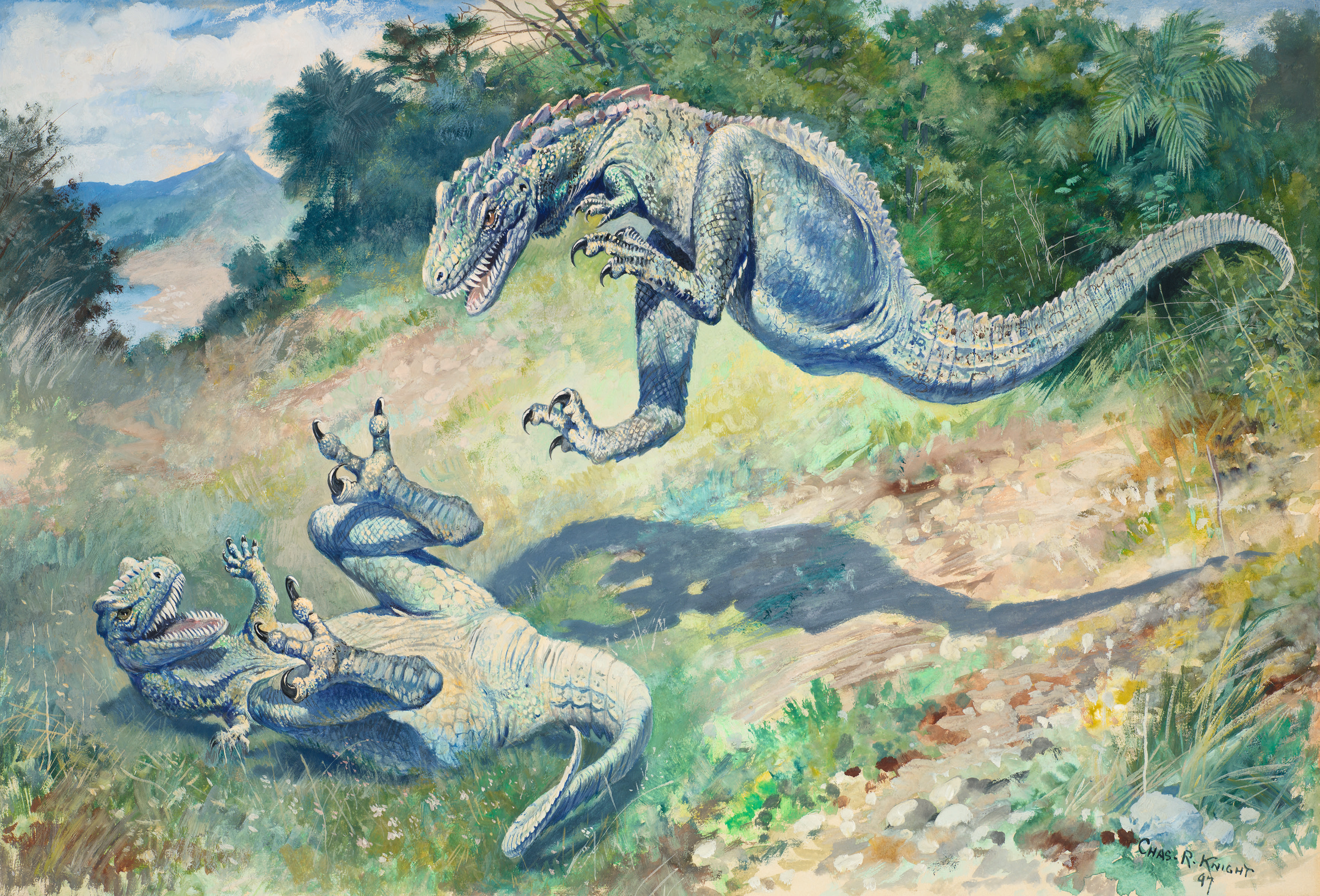
Il·lustració de Charles R. Knight (1897) de dos Laelaps (actualment coneguts com a driptosaures). El driptosaure fou un tiranosauroïdeu basal de l'est de Nord-amèrica.

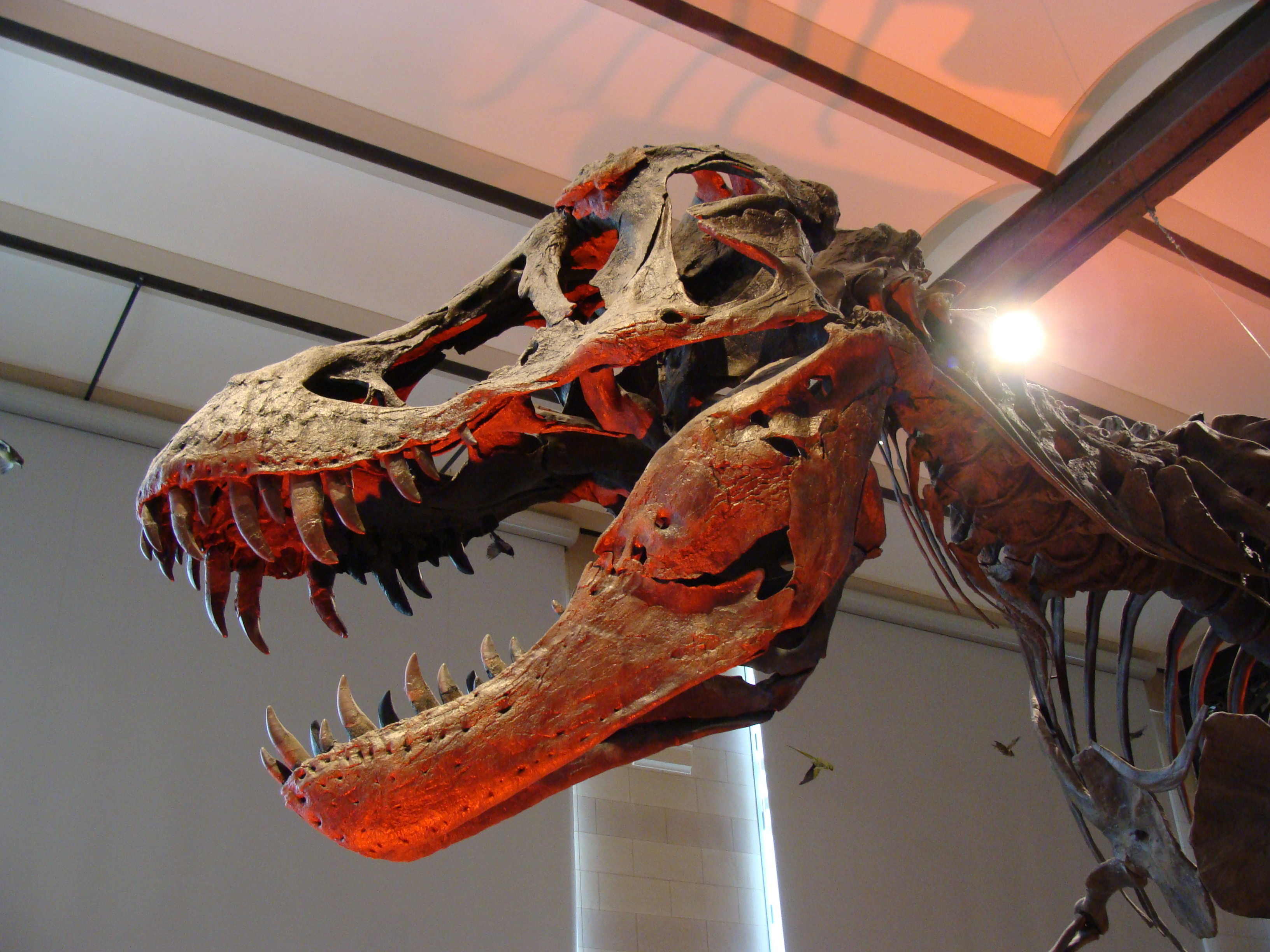
El tiranosaure (Tyrannosaurus rex) fou l'últim tiranosauroïdeu i també el més gran.

### Classificació
Superfamília Tyrannosauroidea
- Alectrosaurus (Cretaci superior de Mongòlia)
- Appalachiosaurus (Cretaci superior de l'est de Nord-amèrica)
- Aviatyrannis (Juràssic superior de Portugal)
- ?Bagaraatan (Cretaci superior de Mongòlia)
- Bistahieversor (Cretaci superior de Nou Mèxic, Estats Units)
- Dilong (Cretaci inferior de l'est de la Xina)
- ?Diplotomodon[22] (Cretaci superior de Nova Jersey, Estats Units)
- Eotyrannus (Cretaci inferior d'Anglaterra)
- ?Iliosuchus (Juràssic mitjà d'Anglaterra)
- ?Labocania (Cretaci superior de l'oest de Mèxic)
- Raptorex (Cretaci inferior de l'est de la Xina)
- Stokesosaurus (Juràssic superior de l'oest de Nord-amèrica)
- Xiongguanlong (Cretaci inferior de la Xina central)
- ?Família Coeluridae[23]
  - Coelurus (Juràssic superior de l'oest de Nord-amèrica)
  - Tanycolagreus (Juràssic superior de l'oest de Nord-amèrica)
- Família Dryptosauridae[24]
  - Dryptosaurus (Cretaci superior de l'est de Nord-amèrica)
- Família Proceratosauridae[25]
  - Guanlong (Juràssic superior de loest de la Xina)
  - Kileskus (Juràssic mitjà de la Rússia central)[26]
  - Proceratosaurus (Juràssic mitjà d'Anglaterra)
  - Sinotyrannus (Cretaci inferior de l'est de la Xina)[7]
- Família Tyrannosauridae
  - Albertosaurus (Cretaci superior de l'oest de Nord-amèrica)
  - Alioramus (Cretaci superior de Mongòlia)
  - Aublysodon (Cretaci superior de l'oest de Nord-amèrica)
  - Daspletosaurus (Cretaci superior de l'oest de Nord-amèrica)
  - Gorgosaurus (Cretaci superior de l'oest de Nord-amèrica)
  - Nanotyrannus (Cretaci superior de l'oest de Nord-amèrica)
  - Tarbosaurus (Cretaci superior de Mongòlia)
  - Teratophoneus (Cretaci superior, oest de Nord-amèrica)
  - Tyrannosaurus (Cretaci superior de l'oest de Nord-amèrica)
  - Zhuchengtyrannus (Cretaci superior, Xina)

### Filogènesi
Tot i que els paleontòlegs reconeixen des de fa temps la família dels tiranosàurids, els seus orígens sigut l'objecte d'un gran debat. Durant gran part del segle xx, els tiranosàurids foren àmpliament acceptats com a membres dels carnosaures, que inclouen gairebé tots els teròpodes grans. Dins d'aquest grup, els al·losàurids eren considerats sovint com els avantpassats dels tiranosàurids. A principis de la dècada del 1990, anàlisis cladístiques començaren a situar els tiranosàurids dins del grup dels celurosaures, fent ressò de suggeriments publicats a la dècada del 1920. Actualment els tiranosàurids són vistos universalment com a celurosaures grans.
L'any 1994, Holtz agrupà els tiranosauroïdeus amb els elmisàurids, ornitomimosaures i troodòntids en un clade de celurosaures anomenat Arctometatarsalia, basat en una estructura comuna del turmell en què el segon i el quart metatarsos es troben a prop dels ossos del tars, cobrint el tercer metatars quan s'observa des de davant. Tanmateix, s'han descobert tiranosauroïdeus basals com Dilong que manquen de turmells arctometatarsians, cosa que indica que aquesta característica evolucionà de manera convergent. El clade Arctometatarsalia ha estat desmantellat i ja no és utilitzat per la majoria dels paleontòlegs; els tiranosauroïdeus són normalment considerats celurosaures basals situats fora del grup dels maniraptoriformes. Una anàlisi recent conclogué que la família dels celúrids, incloent-hi els gèneres nord-americans del Juràssic superior Coelurus i Tanycolagreus, és el grup germà dels tiranosauroïdeus.
El tiranosauroïdeu més basal conegut a partir de les restes d'un esquelet complet és Guanlong. Altres tàxons primitius inclouen l'stokesosaure i lAviatyrannis, coneguts a partir de material molt menys complet. Dilong, més ben conegut, és considerat una mica més derivat que Guanlong i l'stokesosaure. El driptosaure, un gènere difícil de classificar, ha estat classificat en diverses anàlisis recents com a tiranosauroïdeu basal, amb un parentesc una mica més llunyà amb els tiranosàurids que Eotyrannus i l'apalatxosaure. L'alectrosaure, un gènere poc conegut de Mongòlia, és clarament un tiranosauroïdeu però les seves relacions exactes són incertes. Altres tàxons han estat considerats com a possibles tiranosauroïdeus per diversos autors, incloent Bagaraatan, Labocania i una espècie atribuïda erròniament a Chilantaisaurus, "C." maortuensis. Siamotyrannus, del Cretaci inferior de Tailàndia, fou descrit originalment com un tiranosàurid primitiu, però actualment se'l sol considerar un carnosaure. Iliosuchus tenia una cresta vertical a l'ili que recorda a la dels tiranosauroïdeus, i de fet podria ser el membre més antic conegut de la superfamília, però no es disposa de prou material per saber-ho amb certesa.

## Distribució
Els tiranosauroïdeus més antics coneguts visqueren al Juràssic superior, incloent-hi Guanlong, del nord-oest de la Xina, l'stokesosaure de l'oest dels Estats Units i Aviatyrannis de Portugal. Alguns fòssils que actualment s'atribueixen a l'stokesosaure podrien pertànyer realment a Aviatyrannis, tenint en compte les grans semblances entre la fauna de Portugal i la de Nord-amèrica en aquella època. Si Iliosuchus, del Juràssic mitjà d'Anglaterra, fos realment un tiranosauroïdeu, podria ser el gènere més antic conegut, suggerint que la superfamília té els seus orígens a Europa.
També es troben tiranosauroïdeus del Cretaci inferior als tres continents septentrionals. Eotyrannus, d'Anglaterra, i Dilong, del nord-est de la Xina, són els dos únics gèneres descrits d'aquesta època, mentre que es coneixen premaxil·les de tiranosauroïdeu del Cretaci inferior de la formació de Cedar Mountain a Utah i el grup Tetori del Japó.
A partir del Cretaci mitjà ja no es troben fòssils de tiranosauroïdeus a Europa, suggerint que s'extingiren en aquest continent. Es coneixen dents i possibles fòssils corporals de tiranosauroïdeus que visqueren al Cretaci mitjà de la formació de Dakota de Nord-amèrica, així com de formacions del Kazakhstan, Tajikstan i l'Uzbekistan, Les primeres restes inqüestionables de tiranosàurids provenen de l'estatge Campanià del Cretaci superior de Nord-amèrica i Àsia. Se'n reconeixen dues subfamílies: els albertosaurins són coneguts únicament de Nord-amèrica, mentre que els tiranosaurins es troben en ambdós continents. S'han trobat fòssils de tiranosauroïdeus a Alaska, que podria haver servit de pont, permetent la dispersió entre ambdós continents. Els tiranosauroïdeus no tiranosàurids, com l'alectrosaure i possiblement Bagaraatan, són contemporanis dels tiranosàurids asiàtics, però eren absents a l'oest de Nord-amèrica. Durant el Cretaci superior, l'est d'aquest continent estava dividit pel mar Niobrarà, que l'aïllava de la part occidental del continent. L'absència de tiranosàurids a la part est del continent suggereix que la família evolucionà després de l'aparició del mar, permetent a tiranosauroïdeus basals com el driptosaure o l'apalatxosaure sobreviure a l'est com a població relicta fins al final del Cretaci.
També podria haver-hi hagut tiranosauroïdeus basals al que avui en dia és el sud-est d'Austràlia durant l'Aptià (Cretaci inferior). NMV P186069, un pubis parcial amb la forma característica del dels tiranosauroïdeus, fou descobert a la Dinosaur Cove de Victòria, cosa que indica que els tiranosauroïdeus no es trobaven restringits als continents boreals, tal com es pensava abans.

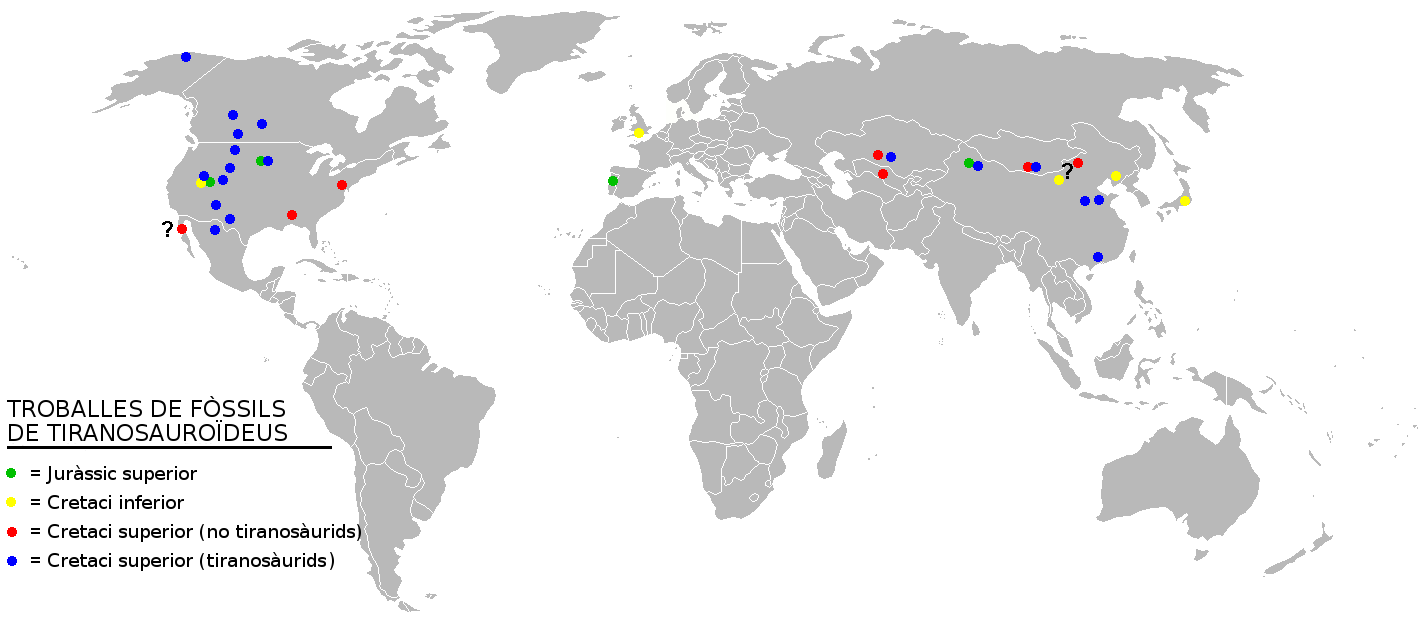
Només s'han descobert fòssils confirmats de tiranosauroïdeus als continents septentrionals, amb possibles fòssils de tiranosauroïdeus basals d'Austràlia. Només es coneixen tiranosauroïdeus del Cretaci superior de Nord-amèrica i Àsia.

## Paleobiologia

### Plomes

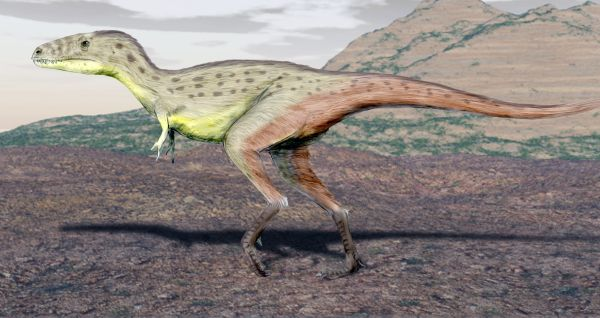
Reconstrucció de Raptorex, un tiranosauroïdeu petit i primitiu que podria haver tingut una cobertura de plomes.

S'han preservat estructures filamentoses llargues juntament amb restes esquelètiques de nombrosos celurosaures del Cretaci inferior de la formació de Yixian i altres formacions geològiques properes de Liaoning (Xina). Aquests filaments han estat interpretats sovint com a protoplomes o "plomes primitives", homòlogues a les plomes ramificades dels ocells i alguns teròpodes no aviaris, tot i que s'han proposat altres hipòtesis. Un esquelet de Dilong, descrit l'any 2004, representà el primer exemple de "protoplomes" en un tiranosauroïdeu. De manera similar al plomissol dels ocells moderns, les "protoplomes" trobades en Dilong eren ramificades però no pennàcies, i podrien haver estat emprades com a l'aïllament tèrmic.
La presència de "protoplomes" en tiranosauroïdeus basals no és sorprenent, car se sap que són característiques dels celurosaures i es troben en altres gèneres basals com Sinosauropteryx, així com tots els grups més derivats. Les poques impressions fossilitzades de la pell de grans tiranosàurids manquen de plomes; en canvi, presenten una pell coberta d'escates. És possible que les "protoplomes" estiguessin presents en parts del cos no preservades a les impressions de la pell. Una altra possibilitat és que la pèrdua secundària de "protoplomes" en grans tiranosàurids fos anàloga amb la pèrdua similar de pèl en els mamífers moderns més grossos, com els elefants, en què una relació superfície/volum baixa redueix la transferència de calor, fent innecessari l'aïllament per abric de pèl.

### Cresta

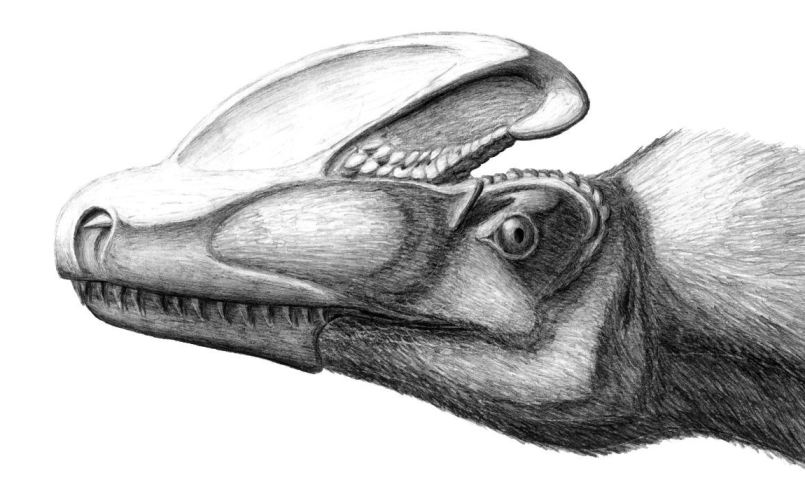
Cresta de Guanlong, un tiranosauroïdeu basal de la Xina.

S'han trobat crestes òssies en molts teròpodes, incloent-hi molts tiranosauroïdeus. La més elaborada és la de Guanlong, en què els ossos nasals suporten una única i gran cresta que recorre la línia mitjana del crani des del davant fins al darrere. La cresta presentava diversos foràmens grans que en reduïen el pes. Una cresta menys prominent és la de Dilong, en què crestes baixes i paral·leles recorren cada costat del crani, suportades pels ossos nasal i lacrimal. Aquestes crestes es corben cap endins i es troben just darrere els narius, fent una cresta amb forma de Y. Els nasals fusionats dels tiranosàurids sovint tenen una textura molt rugosa. Alioramus, un possible tiranosàurid de Mongòlia, té una única filera de cinc protuberàncies òssies prominents sobre els ossos nasals. El crani de '’apalatxosaure presenta una filera similar però de bonys molt més baixos, igual que alguns espècimens de daspletosaure, albertosaure, i tarbosaure. En l'albertosaure, gorgosaure i daspletosaure, hi ha un os prominent davant de cada ull sobre l’os lacrimal. La banya lacrimal és absent en el tarbosaure i el tiranosaure, que tenen una cresta amb forma de mitja lluna darrere de cada ull sobre l'os postorbital.
Aquestes crestes del cap podrien haver sigut emprades per exhibir-se, per reconèixer animals de la mateixa espècie o per festejar. Un exemple del principi de l'hàndicap pot ser el cas de Guanlong, en què la llarga i delicada cresta podria haver estat un obstacle per caçar en el que probablement era un predador actiu. Si un individu romania sa i tenia èxit en la caça malgrat la fràgil cresta, això indicava l'aptitud de l'individu sobre altres amb crestes més petites. De manera semblant a la cua poc manejable del paó o les enormes banyes de Megaloceros giganteus, la cresta de Guanlong podria haver evolucionat per selecció sexual, concedint un avantatge en el festeig que supera qualsevol disminució en l'aptitud per la caça.